# Gonadarquia
Gonadarquia (/ˌɡoʊnəˈdɑrki/) refere-se às primeiras alterações gonadais (glândulas reprodutoras) da puberdade. Em resposta às gonadotrofinas liberadas pela hipófise, os ovários nas fêmeas e os testículos nos machos começam a crescer e a aumentar a produção de esteroides sexuais, principalmente estradiol e testosterona. Ovários e testículos têm receptores — células foliculares e células de Leydig, respectivamente — onde as gonadotrofinas se ligam para estimular a maturação das gônadas e a secreção de estrógeno e testosterona. Certos distúrbios podem alterar o momento ou a natureza desses processos.
- Nos machos, a gonadarquia é responsável pelo aumento testicular e pela virilização.[4]
- Nas fêmeas, a gonadarquia é responsável pela telarca e pela menarca (primeira menstruação).[4]

A gonadarquia deve ser contrastada com a adrenarca. A primeira indica o início da puberdade central, enquanto a adrenarca é um processo independente, apenas vagamente associado ao desenvolvimento puberal completo.

## Fisiologia

O eixo hipotálamo-hipófise-gonadal

A puberdade envolve fatores genéticos, pré-natais, nutricionais e ambientais. A idade de puberdade dos pais também influencia quando ela começa. Geralmente, começa por volta de 10–11 anos nas fêmeas e 11–12 anos nos machos. O peso corporal e o estado nutricional também influenciam o início da puberdade, via sinalização hormonal do tecido adiposo. A puberdade envolve gonadarquia e adrenarca. A adrenarca amadurece a glândula adrenal e estimula odor corporal, pelos axilares e acne.
A gonadarquia inicia nos macroneurônios do hipotálamo, que liberam GnRH. Esse hormônio estimula a hipófise anterior a liberar FSH e LH. O eixo hipotálamo-hipófise-gonadal, ativo na gestação, reativa-se para mediar a liberação pulsátil de GnRH, acionando FSH e LH. A kisspeptina regula esse pulso. Antes da gonadarquia, neurônios GABAérgicos inibem GnRH; em fêmeas, o estrógeno imaturo contribui à inibição.

## Diferenças sexuais
O início varia: em machos, cerca de 11 anos; em fêmeas, 9 anos.
Nas fêmeas, o primeiro sinal clínico é a telarca; em 20% dos casos, pode ocorrer pubarca antes da telarca.
O desenvolvimento normal segue os Estágios de Tanner para mamas e pelos pubianos.
O surto puberal nas fêmeas é estimulado por esteroides sexuais e pelo eixo GH-IGF.
Ovulação e funções foliculares são ativadas pelas gonadotrofinas do eixo HPG. A produção de progesterona e estradiol alcança níveis adultos.

Espermatogênese

Nos machos, a gonadarquia é definida por volume testicular ≥ 3 mL, estágio genital ≥ 2 ou pubarca ≥ 2; usa-se a medida maior se houver diferença. Nas fêmeas, aplica-se o estágio mamário mais avançado.
A liberação de gonadotrofinas amadurece túbulos seminíferos (células de Sertoli) e estimula células de Leydig a produzir testosterona.
Marcadores hormonais diferem entre sexos. Nos machos, AMH e inibina B são úteis, além de gonadotrofinas e andrógenos no início. Em fêmeas, AMH é estável e gonadotrofinas permanecem marcadoras por período mais longo.

## Distúrbios

### Puberdade Precoce Central (PPC) / Gonadarquia Precoce Progressiva
A PPC, ou puberdade precoce dependente de GnRH, ocorre quando a puberdade se inicia antes do normal. Crianças com PPC têm surto de crescimento precoce, mas as cartilagens de crescimento fecham cedo, reduzindo a estatura final.
É causada pela ativação prematura ou supressão incompleta do gerador pulsátil de GnRH no hipotálamo.
A incidência é de 0,02 a 1,07 casos por milhão por ano (Espanha, 2008–2010).
Acomete mais fêmeas; 90% dos casos femininos são idiopáticos, e 50–70% dos casos masculinos têm causa identificável.
O tratamento de escolha são agonistas de receptor de GnRH, administrados diariamente ou em formulações depot a cada 28 dias.
O objetivo é preservar a estatura adulta; a variação no ganho de altura depende da idade de início da terapia, sendo maior em fêmeas. Projeções podem superestimar o ganho, dificultando a previsão do desfecho.
O impacto psicológico é controverso: alguns relatam pior resultado em puberdade precoce, outros sem diferença.

### Atraso Constitucional do Crescimento e da Puberdade (ACCP)
O ACCP é caracterizado por atraso na gonadarquia e adrenarca, com crescimento inicial lento que depois se equipara ao percentil 5. Na adolescência inicial, a velocidade reduz por queda transitória de GH. Frequentemente há histórico familiar de atraso e maturação óssea lenta, com estatura prevista inferior ao potencial genético.
Não há testes confiáveis para diferenciar ACCP de hipogonadismo hipogonadotrófico usando AMH e inibina B.
O tratamento visa melhorar crescimento, manter proporções corporais, massa óssea e considerar o aspecto emocional, pois o atraso pode afetar desempenho escolar e relações sociais.

### Obesidade e puberdade precoce
A obesidade infantil cresceu entre 1975 e 2016.
Estudos sugerem obesidade associada a puberdade precoce em fêmeas, mas a relação com atraso em machos é inconsistente.
A identificação de telarca em crianças obesas pode ser dificultada pelo excesso de tecido adiposo, gerando falso diagnóstico de puberdade precoce.
Em machos, o marcador é o aumento testicular ≥ 3 mL, o que exige exame físico cuidadoso.
Em conclusão, iniciar o tratamento logo após o diagnóstico de PPC favorece a estatura final. Os desfechos variam conforme o estágio ósseo no ACCP, a idade de início do PPC, o momento e a duração da terapia.
O eixo HPG retorna ao normal ao fim do tratamento, e o desenvolvimento puberal segue o padrão de crianças sem distúrbio. Dados de longo prazo são escassos.